# William Kantor
William M. Kantor (1944) é um matemático estadunidense, que trabalha com teoria dos grupos e geometria.
Kantor estudou no Brooklyn College, onde obteve um bacharelado em 1964, com um doutorado em 1968 na University of Wisconsin System em 1968, orientado por Peter Dembowski e Richard Bruck, com a tese 2-transitive Symmetric Designs. Esteve depois na University of Illinois at Chicago e a partir de 1971 foi professor na Universidade de Oregon.
Foi palestrante convidado do Congresso Internacional de Matemáticos em Berlim (1998: Simple groups in computational group theory). É fellow da American Mathematical Society. 

## Obras
- com Ákos Seress Black box classical groups, Memoirs of the American Mathematical Society 2001
- Editor: Groups of Lie type and their geometries. Como 1993, Cambridge University Press 1995
- Editor com Robert Liebler: Finite geometries, buildings, and related topics, Clarendon Press, Oxford 1990
- Editor com Larry Finkelstein: Groups and Computation, DIMACS Series in Discrete Mathematics and Theoretical Computer Science 11, AMS 1993
- Editor com Larry Finkelstein: Groups and Computation II, DIMACS Series in Discrete Mathematics and Theoretical Computer Science 28, AMS 1997
- Editor com Akos Seress: Groups and Computation III, Proceedings of the International Conference at The Ohio State University, De Gruyter 2001
- com László Babai, Eugene Luks: Computational complexity and the classification of finite simple groups, Proceedings of the 24th Annual Symposium on Foundations of Computer Science (FOCS), 1983, S. 162–171